# زوفیووکا (شهرستان ووچ شرقی)
زوفیووکا (به لهستانی:  Zofiówka) یک روستا در لهستان است که در گمینا توشن واقع شده‌است.